# Duplominona tridens
Duplominona tridens är en plattmaskart som först beskrevs av Ernst Marcus 1954, och fick sitt nu gällande namn av Tor Karling 1978. Duplominona tridens ingår i släktet Duplominona och familjen Monocelididae. Inga underarter finns listade i Catalogue of Life.